# 九斗尾山新石器文化遗址
九斗尾山新石器文化遗址，位于中国广东省汕头市潮南区仙城镇半天佛，现为潮南区文物保护单位，类型为古遗址，公布时间为1992年4月7日。
九斗尾山新石器文化遗址的历史年代为新石器时代。